# Wolfgang Tschechne
Wolfgang Tschechne (* 26. Dezember 1924 in Schweidnitz, Provinz Niederschlesien; † 7. Dezember 2019 in Lübeck) war ein deutscher Feuilletonist und Autor.

## Leben und Wirken
Wolfgang Tschechne wurde in der Friedenskirche von  Schweidnitz getauft. Sein Vater war höherer Beamter bei der Deutschen Reichsbahn. Er wurde nach Breslau versetzt, als der Sohn fünf Jahre alt war. Tschechne besuchte das Elisabet-Gymnasium in Breslau, wurde 1942 als Soldat zur Wehrmacht eingezogen und geriet kurz vor Kriegsende in Italien in britische Kriegsgefangenschaft. Zurück in Deutschland nahm Tschechne den Schulbesuch wieder auf und legte in Holzminden das Abitur ab. 1948 trat er in die SPD ein.
Seine journalistische Laufbahn begann er mit einem Volontariat bei der Norddeutschen Zeitung in Hannover. Ab 1952 arbeitete er als Redakteur und Ressortleiter bei der Braunschweiger Presse.  Wolfgang Tschechne wechselte 1960 als Leiter des Feuilleton-Ressorts zur Hannoverschen Rundschau und 1971 nach der Fusion zur Hannoverschen Presse. 1977 ging Tschechne nach Lübeck zu den Lübecker Nachrichten, wo er bis 1990 Leiter der Kulturredaktion war. Auch im Ruhestand war er weiter als Musik- und Theaterkritiker für die Zeitung tätig.
Als Publizist befasste er sich neben seiner journalistischen Tätigkeit vornehmlich mit Thomas Manns Lübeck, dem Schriftsteller Paul Keller und seiner schlesischen Heimat. Bereits für die 1966 erschienene Anthologie  Schlesisches Panorama. Eine Reise nach Hause verfasste er einen Beitrag über seine Geburtsstadt Schweidnitz, jetzt Świdnica, in dem er über seine Taufkirche schrieb: „Wer hier einmal einem Gottesdienst beigewohnt hat, wer vielleicht sogar das Glück hatte, eine mitternächtliche Christgeburtsfeier in der überfüllten Weite des Gotteshauses mitzuerleben, der hat die innige Verbindung von gläubiger Andacht und kirchlichem Raum erfahren dürfen.“ In Polonaise in Schlesien. Notizen aus einer fremden Heimat schrieb Tschechne, „dass ich auch gekommen bin, um meinen Frieden mit der Heimat zu machen“.
Herbert Hupka (1915–2006) würdigte 2005 „den Schlesier in Lübeck“ aus Anlass des 80. Geburtstages in den Schlesischen Nachrichten: „Als junger Journalist ist er in den folgenden Jahrzehnten als Kenner Schlesiens, das er sich erst erarbeiten musste, und als ausgezeichneter Publizist zu den bedeutenden Namen empor gestiegen, die noch in Schlesien gewirkt haben und nach 1945 wieder die Ersten waren, die Zeugnis für Schlesien ablegten und die Größe und Schönheit Schlesiens vermittelten.“ Die Lübecker Nachrichten hoben in ihrem Nachruf als eine prägende Eigenschaft Tschechnes seine Menschenfreundlichkeit hervor. Niemals habe er – zum Beispiel bei Theaterkritiken – verletzende Verrisse verfasst; die vernichtendste Äußerung über eine misslungene Uraufführung sei gewesen: „Man hat dem Autor keinen Gefallen getan, als man sein Werk auf die Bühne brachte.“
Tschechne war zweimal verheiratet. Aus der ersten Ehe mit seiner Frau Gertrude, mit der er von 1953 bis zu ihrem Tod 1998 verheiratet war, ging der Sohn Martin Tschechne hervor, der ebenfalls Journalist und Publizist wurde. In zweiter Ehe heiratete er die Journalistin Sieglinde Tschechne-Werner.

## Auszeichnungen
In Braunschweig erhielt Tschechne 1956 die Ehrenplakette der Stadt. Die Stadt Lübeck zeichnete ihn 1996 mit der Senatsplakette aus.

## Werke (Auswahl)
- Im Vorgarten des Paradieses. Senfkorn Verlag, Görlitz, 2007, ISBN 978-3-87057-289-1.
- Große Oder, großer Strom. Reisen zu einem verschwiegenen Fluss. Senfkorn Verlag, Görlitz, 2006, ISBN 978-3-87057-270-9.
- Die Elbe. Von der Quelle bis zur Mündung. Ellert und Richter Verlag, Hamburg, 2003, ISBN 978-3-8319-0214-9.
- Schlesien. Ellert und Richter Verlag, Hamburg, 2003, ISBN 978-3-8319-0094-7.
- Polonaise in Schlesien. Notizen aus einer fremden Heimat. Senfkorn Verlag, Görlitz, 2002, ISBN 978-3-87057-252-5.
- Lübeck und sein Theater – die Geschichte einer langen Liebe. Dialog Verlag, Münster, 1996, ISBN 978-3-923707-29-4.
- Schleswig-Holstein. Ellert und Richter Verlag, Hamburg, 1994, ISBN 978-3-89234-406-3.
- Der Rhein. Ellert und Richter Verlag, Hamburg, 1992, ISBN 978-3-89234-294-6.
- Thomas Manns Lübeck. Ellert und Richter Verlag, Hamburg, 1991. ISBN 978-3831903443.
- Die Elbe von der Quelle bis zur Mündung. Ellert und Richter, Hamburg, 1991. ISBN 978-3892342786.
- Lübeck und seine Künstler. LN-Verlag, Ausgabe für die Freunde der Lübecker Handelsbank, Lübeck, 1987. ISBN 978-3874983761.
- Heinrich Zille, Hofkonzert im Hinterhaus. Fackelträger Verlag, Hannover, 1976. ISBN 978-3771613860.
- Der angebissene Apfel – Wie geht es weiter mit dem Sex? Fackelträger Verlag, Hannover, 1969.
- Ich hab’ noch meine Schnauze in Berlin – das Stachelschweinbuch. Fackelträger Verlag, Hannover, 1967.
- Geliebte Städte (1967, als Herausgeber).